# Bonneville megye
Bonneville megye az Amerikai Egyesült Államokban, azon belül Idaho államban található. Megyeszékhelye és legnagyobb városa Idaho Falls. Lakosainak száma 123 964 fő (2020. április 1.). Bonneville megye Madison, Caribou, Lincoln, Teton, Teton, Jefferson és Bingham megyékkel határos.

## Népesség
A megye népességének változása:
| Lakosok száma | 104 675 | 105 829 | 106 864 | 107 517 | 110 089 | 123 964 |
|               | 2010    | 2011    | 2012    | 2013    | 2015    | 2020    |